# Pepi Sonuga
Pepi Sonuga (* 8. September 1993 in Lagos, Nigeria) ist eine nigerianisch-US-amerikanische Schauspielerin. Bekanntheit erlangte sie durch ihre Rollen als Taylor DuBois in General Hospital und als Sally Benton in The Fosters.

## Leben
Sonuga wuchs in Lagos auf. Im Alter von 10 Jahren zog sie nach Los Angeles, um in der Unterhaltungsbranche tätig zu werden. Mit 15 Jahren gewann sie den Titel als Miss Teen Los Angeles, der ihr zu ersten Aufträgen als Model verhalf.
Im Jahr 2016 spielte sie die Rolle der Sally Benton in der Serie The Fosters, durch welche sie Bekanntheit erlangte.
Aktuell spielt Sonuga die Rolle der Tangey Turner in der Serie Famous In Love, die ab 2017 auf Freeform ausgestrahlt wird.
Sonuga hat afrikanische und irische Wurzeln.

## Filmografie (Auswahl)
- 2009: Weigh Money
- 2013: Life of a King
- 2013: General Hospital (Fernsehserie, 4 Episoden)
- 2015: Mortal Kombat X: Generations (Fernsehserie, Episode 1x04)
- 2015: Cheerleader Death Squad
- 2015: Filthy Preppy Teen$ (Fernsehserie, 2 Episoden)
- 2016: The Fosters (Fernsehserie, 6 Episoden)
- 2016: Lab Rats: Elite Force (Fernsehserie, Episode 1x07)
- 2016: Ash vs Evil Dead (Fernsehserie, Season 2)
- 2017–2018: Famous in Love
- 2018: Leprechaun Returns
- 2019: 9-1-1: Notruf L.A. (9-1-1, Fernsehserie, 1 Episode)
- 2020: Into the Dark (Fernsehserie, 1 Episode)
- 2021–2022: Queens (Fernsehserie)
- 2022: Pam & Tommy (Miniserie, 8 Episoden)
- 2023: Walker (Fernsehserie)
- 2024: The Six Triple Eight